# Flaviu Călin Rus
Flaviu Călin Rus (ur. 5 lipca 1970 w Klużu-Napoce) – rumuński polityk, wykładowca akademicki, psycholog, w latach 2008–2009 deputowany do Parlamentu Europejskiego.

## Życiorys
W 1995 ukończył psychologię na Wydziale Historii i Filozofii Uniwersytetu Babeș-Bolyai w Klużu-Napoce. Odbył następnie staż naukowy i doktorancki na Uniwersytecie Ludwika i Maksymiliana w Monachium, a w 2005 został doktorem nauk humanistycznych na swojej macierzystej uczelni.
W 1998 rozpoczął pracę jako nauczyciel akademicki w katedrze dziennikarstwa Uniwersytetu Babeș-Bolyai, był następnie adiunktem, a w 2006 objął stanowisko profesora nadzwyczajnego. Jako profesor wizytujący wykładał na uniwersytetach w Holandii, Niemczech i na Węgrzech.
Zaangażował się w działalność Partii Demokratycznej (przemianowanej następnie na Partię Demokratyczno-Liberalną). W wyborach w 2007 z listy tego ugrupowania bez powodzenia kandydował do Parlamentu Europejskiego. Mandat objął w czerwcu 2008. W PE był członkiem grupy chadeckiej oraz Komisji Spraw Zagranicznych. Kadencję zakończył w lipcu 2009; nie uzyskał reelekcji.